# 丁日昌故居
丁日昌故居，位于中国广东省梅州市丰顺县汤坑镇金屋围，为梅州市丰顺县的一个县级文物保护单位，类型为古建筑，公布时间为1997年4月。
丁日昌故居的历史年代为清代。1997年4月，丰顺县人民政府认定其为丰顺县文物保护单位。